# Torneig d'escacs de Carlsbad de 1923
El torneig d'escacs de Carlsbad de 1923 fou un dels quatre coneguts torneigs d'escacs internacionals que se celebraren a la ciutat balneari de Carlsbad (Bohèmia, llavors dins la Primera República de Txecoslovàquia). Els altres tres torneigs se celebraren els anys 1907, 1911 i 1929.
Els divuit participants, sota la direcció de Viktor Tietz, van jugar les seves partides a l'Hotel Helenenhof Imperial, entre el 27 d'abril i el 22 de maig de 1923.
Aleksandr Alekhin va mostrar uns escacs molt lluitadors, i va obtenir el primer lloc, tot i que el darrer classificat del moment, Rudolf Spielmann el va vèncer a la penúltima ronda, i Géza Maróczy el va atrapar. Iefim Bogoliúbov va arribar també al liderat en la darrera ronda.
El quadre de classificació i resultats fou:
| #     | Jugador                         | 1 | 2 | 3 | 4 | 5 | 6 | 7 | 8 | 9 | 10 | 11 | 12 | 13 | 14 | 15 | 16 | 17 | 18 | Total |
| ----- | ------------------------------- | - | - | - | - | - | - | - | - | - | -- | -- | -- | -- | -- | -- | -- | -- | -- | ----- |
| 1-3   | Aleksandr Alekhin (França)      | x | 1 | 1 | ½ | 1 | ½ | 0 | 0 | ½ | ½  | 1  | 1  | 1  | 1  | ½  | 1  | 0  | 1  | 11.5  |
| 1-3   | Iefim Bogoliúbov (Alemanya)     | 0 | x | ½ | 0 | ½ | 1 | 1 | ½ | ½ | 1  | 1  | 1  | 0  | ½  | 1  | 1  | 1  | 1  | 11.5  |
| 1-3   | Géza Maróczy (Hongria)          | 0 | ½ | x | ½ | 1 | ½ | ½ | 1 | ½ | ½  | ½  | ½  | ½  | 1  | 1  | 1  | 1  | 1  | 11.5  |
| 4-5   | Richard Réti (Txecoslovàquia)   | ½ | 1 | ½ | x | ½ | ½ | ½ | 1 | 1 | 1  | ½  | 1  | 1  | 0  | ½  | 1  | 0  | 0  | 10.5  |
| 4-5   | Ernst Grünfeld (Àustria)        | 0 | ½ | 0 | ½ | x | 1 | 1 | ½ | ½ | 1  | ½  | ½  | 1  | ½  | ½  | ½  | 1  | 1  | 10.5  |
| 6-7   | Aron Nimzowitsch (Dinamarca)    | ½ | 0 | ½ | ½ | 0 | x | 0 | 1 | ½ | 1  | 1  | 1  | 1  | 1  | 1  | 0  | 1  | 0  | 10.0  |
| 6-7   | Karel Treybal (Txecoslovàquia)  | 1 | 0 | ½ | ½ | 0 | 1 | x | 0 | ½ | ½  | ½  | ½  | 1  | ½  | ½  | 1  | 1  | 1  | 10.0  |
| 8     | Frederick Yates (Anglaterra)    | 1 | ½ | 0 | 0 | ½ | 0 | 1 | x | ½ | ½  | 1  | ½  | 0  | 1  | 1  | ½  | 1  | ½  | 9.5   |
| 9     | Richard Teichmann (Alemanya)    | ½ | ½ | ½ | 0 | ½ | ½ | ½ | ½ | x | ½  | 0  | ½  | ½  | ½  | ½  | 1  | 1  | 1  | 9.0   |
| 10    | Savielly Tartakower (Polònia)   | ½ | 0 | ½ | 0 | 0 | 0 | ½ | ½ | ½ | x  | ½  | ½  | ½  | ½  | 1  | 1  | 1  | 1  | 8.5   |
| 11    | Siegbert Tarrasch (Alemanya)    | 0 | 0 | ½ | ½ | ½ | 0 | ½ | 0 | 1 | ½  | x  | 0  | 1  | 1  | ½  | 1  | 0  | 1  | 8.0   |
| 12    | Akiba Rubinstein (Polònia)      | 0 | 0 | ½ | 0 | ½ | 0 | ½ | ½ | ½ | ½  | 1  | x  | 0  | 0  | 1  | 1  | 1  | ½  | 7.5   |
| 13    | Jacob Bernstein (Estats Units)  | 0 | 1 | ½ | 0 | 0 | 0 | 0 | 1 | ½ | ½  | 0  | 1  | x  | ½  | 0  | 1  | 0  | 1  | 7.0   |
| 14    | Heinrich Wolf (Àustria)         | 0 | ½ | 0 | 1 | ½ | 0 | ½ | 0 | ½ | ½  | 0  | 1  | ½  | x  | 0  | ½  | 1  | 0  | 6.5   |
| 15    | Friedrich Sämisch (Alemanya)    | ½ | 0 | 0 | ½ | ½ | 0 | ½ | 0 | ½ | 0  | ½  | 0  | 1  | 1  | x  | 0  | 0  | 1  | 6.0   |
| 16    | George Alan Thomas (Anglaterra) | 0 | 0 | 0 | 0 | ½ | 1 | 0 | ½ | 0 | 0  | 0  | 0  | 0  | ½  | 1  | x  | 1  | 1  | 5.5   |
| 17-18 | Rudolf Spielmann (Àustria)      | 1 | 0 | 0 | 1 | 0 | 0 | 0 | 0 | 0 | 0  | 1  | 0  | 1  | 0  | 1  | 0  | x  | 0  | 5.0   |
| 17-18 | Oscar Chajes (Estats Units)     | 0 | 0 | 0 | 1 | 0 | 1 | 0 | ½ | 0 | 0  | 0  | ½  | 0  | 1  | 0  | 0  | 1  | x  | 5.0   |
Els tres vencedors varen guanyar 3,505 corones txeques, i Alekhin va obtenir un "Premi d'Honor" addicional, que consistia en una copa de cristall valorada en 1,000 corones, i Bogoljubov va rebre un premi en metàl·lic de la meitat del premi d'Alekhin. També es varen repartir deu premis a partides brillants, tres d'ells "primers premis", que foren per Alekhin per la seva victòria contra Grünfeld, Nimzowitsch per la seva victòria contra Yates, i Yates per la seva victòria contra Alekhin.